# Халаучешти (Јаши)
Халаучешти (рум. Hălăuceşti) насеље је у Румунији у округу Јаши у општини Халаучешти. Oпштина се налази на надморској висини од 256 m.

## Становништво
Према подацима из 2002. године у насељу је живело 5790 становника, од којих су сви румунске националности.

### Хронологија
| Година       | 1992 | 1993 | 1994 | 1995 | 1996 | 1997 | 1998 | 1999 | 2000 | 2001 | 2002 | 2003 | 2004 | 2005 | 2006 | 2007 | 2008 | 2009 | 2010 | 2011 | 2012 | 2013 | 2014 | 2015 | 2016 | 2017 |
| ------------ | ---- | ---- | ---- | ---- | ---- | ---- | ---- | ---- | ---- | ---- | ---- | ---- | ---- | ---- | ---- | ---- | ---- | ---- | ---- | ---- | ---- | ---- | ---- | ---- | ---- | ---- |
| Становништво | 5951 | 5924 | 5907 | 5912 | 5975 | 5973 | 6072 | 6102 | 6171 | 6170 | 6147 | 6089 | 6067 | 6073 | 6036 | 5993 | 5999 | 6021 | 6011 | 6010 | 5995 | 5962 | 5918 | 5867 | 5835 | 5833 |